# Marjorie Rambeau

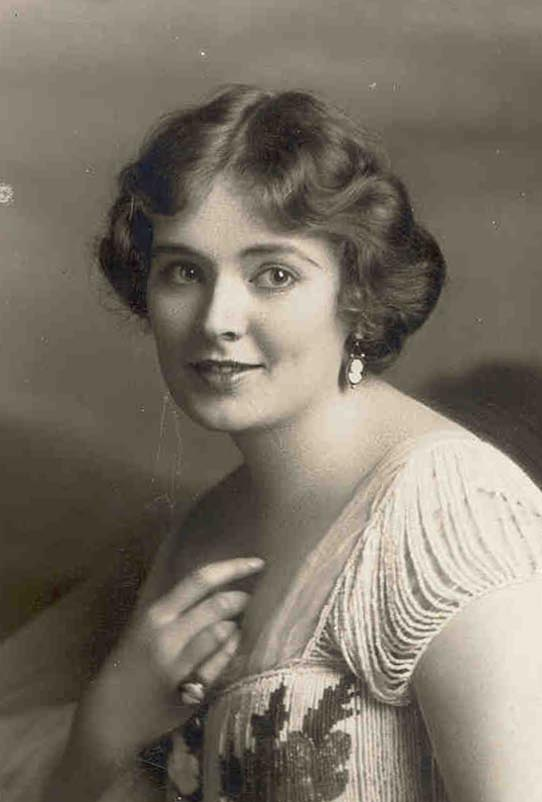
Marjorie Rambeau (1915)

Marjorie Rambeau (* 15. Juli 1889 in San Francisco, Kalifornien; † 6. Juli 1970 in Palm Springs, Kalifornien) war eine US-amerikanische Film- und Theaterschauspielerin.

## Leben
Marjorie Rambeau stand seit ihrem zwölften Lebensjahr auf der Bühne und avancierte in den 1910er und 1920er Jahren zu einer gefragten Broadway-Schauspielerin, die beispielsweise von September 1916 bis April 1917 286 Mal für das Stück Cheating Cheaters von Max Marcin auf der Bühne stand. 1917 gab sie ihr Filmdebüt in The Greater Woman. Nach einigen weiteren Filmen kehrte sie zunächst an das Theater zurück, um mit dem Aufkommen des Tonfilms eine zweite Karriere zu beginnen. Sie wurde zweimal als beste Nebendarstellerin für den Oscar nominiert: 1941 für ihre Darstellung als Prostituierte und Mutter von Ginger Rogers in Primrose Path und 1954 für ihre Darstellung der Filmmutter von Joan Crawford in Herzen im Fieber.
1945 war die Schauspielerin in einen Verkehrsunfall verwickelt, bei dem ihre Schwester starb und Rambeau beide Beine mehrfach gebrochen wurden. Mehrere Operationen waren nötig und die Schauspielerin konnte erst 1948 ihre professionelle Karriere wieder aufnehmen. 1958 gab sie in einem Interview zu, durch die unablässigen Schmerzen in die Abhängigkeit von Tabletten geraten zu sein. Kurze Zeit danach zog sie sich mit ihrem Ehemann nach Palm Springs zurück, wo sie bis zu ihrem Tod zurückgezogen lebte. Sie war dreimal verheiratet, unter anderem mit dem Autor Willard Mack. Heute erinnert ein Stern auf dem Hollywood Walk of Fame an die Schauspielerin.

## Filmografie (Auswahl)
- 1917: The Greater Woman
- 1920: The Fortune Teller
- 1930: Ein Mann für sie (Her Man)
- 1930: Die fremde Mutter (Min and Bill)
- 1930: Great Day (unvollendet)
- 1931: Yvonne (Inspiration)
- 1931: Trader Horn
- 1931: Herz am Scheideweg (The Easiest Way)
- 1931: Laughing Sinners
- 1931: Der Sohn des Rajah (Son of India)
- 1931: This Modern Age
- 1933: Man’s Castle
- 1934: A Modern Hero
- 1937: First Lady
- 1938: Wie leben wir doch glücklich! (Merrily We Live)
- 1939: Nacht über Indien (The Rains Came)
- 1940: Primrose Path
- 1940: Tugboat Annie Sails Again
- 1941: Tabakstraße (Tobacco Road)
- 1943: Die Hölle von Oklahoma (In Old Oklahoma)
- 1948: The Walls of Jericho
- 1949: The Lucky Stiff
- 1949: Hoher Einsatz (Any Number Can Play)
- 1949: Abandoned
- 1953: Herzen im Fieber (Torch Song)
- 1953: Die pikanten Jahre einer Frau (Forever Female)
- 1955: Ein Mann namens Peter (A Man Called Peter)
- 1955: Unvollendete Liebe (The View from Pompey’s Head)
- 1957: Tödlicher Skandal (Slander)
- 1957: Der Mann mit den 1000 Gesichtern (Man of a Thousand Faces)

## Auszeichnungen
- Oscarverleihung 1941: Nominierung in der Kategorie Beste Nebendarstellerin für Primrose Path
- Oscarverleihung 1954: Nominierung in der Kategorie Beste Nebendarstellerin für Herzen im Fieber